# Финч-Хаттон, Элизабет Мэри
Леди Элизабет Мэри Финч-Хаттон (урождённая леди Элизабет Мэри Мюррей; 18 мая 1760 — 1 июня 1825) — британская аристократка; изображена на известной картине, которую раньше приписывали авторству Иоганна Цоффани, а позже — кисти Дэвида Мартина.

## Биография
Элизабет родилась 18 мая 1760 года в Варшаве, Польско-Литовское государство, и была дочерью Дэвида Мюррея, 2-го графа Мэнсфилда, от первого брака с графиней Генриеттой Фридерикой фон Бюнау (1737—1766). Её дедом по материнской линии был граф Генрих фон Бюнау.
После смерти матери в 1766 году она воспитывалась в Кенвуд-хаусе дядей её отца Уильямом Мюрреем, 1-м графом Мэнсфилдом, и его женой Элизабет. Вскоре они также приняли свою внучатую племянницу Дидону Элизабет Белль (1761—1804), дочь-мулатку племянника Мюррея, сэра Джона Линдси, который отправил молодую Дидону из Вест-Индии к своему дяде.
Вышла замуж за Джорджа Финч-Хаттона (1747—1823) декабря 1785 года. У них было трое детей.
Умерла 1 июня 1825 года в возрасте 65 лет.

## В культуре
В фильме «Белль» леди Элизабет сыграла Сара Гадон.